# Jan Johansson (1958)
Jan Peder Johansson, född  24 februari 1958 i Ursviken, är en svensk-amerikansk musiker, kompositör, musikproducent och pedagog. Han är bosatt i Cary i North Carolina och har varit verksam i USA sedan 1986.

## Biografi
Jan Johansson började spela akustisk musik vid 14 års ålder. Vid 18 spelade han gitarr, fiol och mandolin. Efter ett sabbatsår i Japan och avslutade studier i nordiska språk, lingvistik, japanska och engelska vid universiteten i Los Angeles, Stockholm och Umeå flyttade han 1986 till USA. Sedan 1988 är han bosatt i Cary, North Carolina, där han driver ett musikföretag, Johansson's Acoustic Music, med tonvikt på utbildning på stränginstrument. Musikaliskt rör sig Jan Johansson över ett brett spektrum av genrer och musikstilar såsom folkmusik, kyrkomusik, filmmusik, gospel, country, western swing, bluegrass och blues. Den traditionella musikrepertoaren kommer från Norden, Brittiska öarna och sydöstra USA. Jan Johanssons originalmaterial utmärker sig genom innovation med fast förankring i det folkliga, musikaliska kulturarvet.

## Diskografi i urval
- 1993 – Timeless (New Vintage Bluegrass Band)
- 1995 – No Time for the Blues (New Vintage Bluegrass Band)
- 1996 – Sands of Time (New Vintage Bluegrass Band)
- 1999 – Swedish Medley (Jan Johansson & Friends)
- 1999 – Rambling (Jan Johansson & Friends)
- 2003 – Mandolin Rose' (Lorraine Jordan)
- 2004 – Acoustic Sampler' (Jan Johansson & Friends)
- 2006 – Kindred (Jan Johansson & Friends)
- 2009 – Smiling Faces (Jan Johansson & Friends)
- 2012 – Nordic Impressions (Jan Johansson)

## Kompositioner
- Lake Wheeler - The Waves
- Annyool
- Across The Dan River
- Kursk
- Hemlock Bluff
- Mochimune
- Facelift
- Bob & The Old Timers
- Violinismas
- Blankaholm
- Tarantulan Forest
- Contacts
- Salon 21
- Going Home
- Disjunctive Syllogism
- Well, I Declare
- A Minor Incident turned Major
- From The State of Kentucky
- The General's Store
- A Rag Old Time - a Joplinesque tribute to the Ragtime
- Circle of Friends
- Happy Birthday, Val
- Kursk
- Brenner Pass
- Private Eye - A Tribute to The Noir Film
- Trigger & Bigfoot
- West End
- The Skinner
- Valentine Skittles

## Utmärkelser
- 2012 – Jan Johansson utsågs till Kentucky colonel, ett erkännande av hans musikaliska talang och gärning.
- 1994 – nominering av New Vintage Bluegrass Band för "Emerging Artist of the Year” av International Bluegrass Music Association (IBMA).
- 1993 – Top honors tilldelades New Vintage Bluegrass Band av Society for the Preservation of Bluegrass Music in America (SPBGMA).
- 1993 – Showdown Championship till New Vintage Bluegrass Band vid Pizza Hut International Bluegrass Finals.
- 1992–97 – New Vintage Bluegrass Band vid flera tillfällen på Bluegrass Unlimiteds Top 20-lista.